# Roger Avary
Roger Roberts Avary (23 de agosto de 1965) es un director de cine canadiense, productor y guionista ganador del Óscar. 

## Filmografía

### Director
- The Worm Turns (1983) (corto)
- Roger Avary's Day Off (1987) (corto)
- Killing Zoe (1994)
- Mr. Stitch (1996)
- The Rules of Attraction (Las reglas del juego, 2002)
- Glitterati (2005)
- Return to Castle Wolfenstein (en producción)

### Guionista
- The Worm Turns (1983) (corto)
- Reservoir Dogs (1992) (coescritor de diálogo de radio de fondo)
- True Romance (1993) (sin acreditar)
- Pulp Fiction (1994) (historias)
- Killing Zoe (1994)
- Crying Freeman (1995) (sin acreditar)
- Mr. Stitch (1996)
- Odd Jobs (1997)
- Las reglas del juego (2002)
- Glitterati (2005)
- Silent Hill (2006)
- Beowulf (2007)
- Driver (2008)
- Phantasm V (2008)
- Return to Castle Wolfenstein (en producción) (escritor)

### Productor
- Mr. Stitch (1996)
- Odd Jobs (1997)
- Glitterati (2005)

### Productor ejecutivo
- Boogie Boy (1998)
- Las reglas del juego (2002)
- The Last Man (2003)
- Beowulf (2007)

### Actor
- Phantasm IV: OblIVion (1998) - cameo
- Standing Still (2005)

### Fotografía
- My Best Friend's Birthday

## Premios y distinciones
Premios Óscar
| Año  | Categoría            | Película     | Resultado |
| ---- | -------------------- | ------------ | --------- |
| 1995 | Mejor guion original | Pulp Fiction | Ganador   |